# لا تحكم على الكتاب من غلافه
لا تحكم على الكتاب من غلافه (بالإنجليزية: Don't judge a book by its cover)‏ عبارة إنجليزية مجازية تفيد بأنه لا يجب على الشخص الحكم على الشيء من الخارج، كمثال: «هذا الرجل قد يبدو صغيرًا جدًا وتافه ولكن لا تحكم على الكتاب من غلافه، إنه رجل قوي جدًا في محيطه».